# 阿图尔·约纳特
阿图尔·约纳特（德語：Arthur Jonath，1909年9月9日—1963年4月14日），德国男子田径运动员，主攻短跑。他曾代表德国参加1932年夏季奥林匹克运动会田径比赛，获得一枚银牌和一枚铜牌。